# 4 Minutes (chanson)
Pour les articles homonymes, voir 4 minutes.
Singles de Madonna
Jump
(2006) Give It 2 Me
(2008)
Singles par Justin Timberlake
Summer Love
(2007) Dead and Gone
(2009)
Singles par Timbaland
Elevator
(2008) Dangerous
(2008)
Pistes de Hard Candy
Candy Shop
(1) Give It 2 Me
(3)
4 Minutes est une chanson de la chanteuse américaine de pop Madonna en collaboration avec l'artiste de pop Justin Timberlake et du rappeur Timbaland. Elle a été écrite par Madonna et composée par Timbaland, Nate « Danja » Hills et Justin Timberlake. Il s'agit du premier single, sorti le 17 mars 2008, issu du onzième album de la chanteuse, Hard Candy. Selon Madonna, la chanson parle de sauver l’environnement et de « passer un bon moment pendant que nous le faisons ». Elle a également cité la chanson comme source d’inspiration pour le documentaire I Am Because We Are (2009).

## Genèse
Le 17 décembre 2007, un extrait de deux minutes de la chanson a été diffusé pour la première fois par Timbaland lors du Jingle Ball à Philadelphie. Après une diffusion illégale sur la station française Radio FG le 29 février, le titre débarque finalement sur toutes les ondes du monde le 17 mars 2008 à midi, heure française.
La chanson fut disponible dans la plupart des sites de téléchargements légaux le 21 mars. Elle se classa numéro 1 sur iTunes France et Virgin Megastore le 22 mars, ainsi que sur iTunes US le 2 avril.

## Clip vidéo
Le clip-vidéo de 4 Minutes a été réalisé par le duo Jonas et François à qui l'on doit le clip de D.A.N.C.E. pour Justice. Il a été tourné à Londres du 28 janvier au 31 janvier 2008 et diffusé officiellement sur toutes les télés du monde le 7 avril 2008. On y retrouve Madonna et Justin Timberlake qui traversent plusieurs décors représentant la société de consommation (salon, parking, supermarché) et tentent d’échapper à un épais rideau noir qui dévore tout sur son passage. C'est Mikros Image qui a réalisé ces effets visuels.
À la fin les deux artistes se retrouvent devant un compteur géant pour un final de danse avant d'être aspirés à leur tour par l'ombre noire. Timbaland, le producteur du morceau, apparait au début et à la fin du clip.
- Directeur : Jonas et François
- Chorégraphie : Jamie King
- Producteur : Greg Panteix et Timbaland
- Directeur de la Photographie : Dan Landin
- Montage : Danny Tull
- Compagnie productrice : Soixan7e Quin5e
- Effets visuels : Mikros Image

## Reprises
Chris Colfer et Amber Riley reprennent la chanson dans la série télévisée Glee lors du quinzième épisode de la première saison dédié à Madonna et intitulé La puissance de Madonna (Le titre original est The Power of Madonna).

## Classements  et certifications
| Classement (2008)                       | Meilleure position |
| --------------------------------------- | ------------------ |
| Allemagne (Media Control AG)            | 1                  |
| Australie (ARIA)                        | 1                  |
| Autriche (Ö3 Austria Top 40)            | 2                  |
| Belgique (Flandre Ultratop 50 Singles)  | 1                  |
| Belgique (Wallonie Ultratop 50 Singles) | 1                  |
| Canada (Hot 100)                        | 1                  |
| Danemark (Tracklisten)                  | 1                  |
| Écosse (OCC)                            | 1                  |
| Espagne (PROMUSICAE)                    | 1                  |
| États-Unis (Hot 100)                    | 3                  |
| États-Unis (Dance Club Songs)           | 1                  |
| États-Unis (Pop Airplay)                | 5                  |
| France (SNEP)                           | 2                  |
| Finlande (Suomen virallinen lista)      | 1                  |
| Hongrie (Rádiós Top 40)                 | 1                  |
| Irlande (IRMA)                          | 1                  |
| Italie (FIMI)                           | 2                  |
| Japon (Hot 100)                         | 6                  |
| Nouvelle-Zélande (RMNZ)                 | 3                  |
| Norvège (VG-lista)                      | 1                  |
| Royaume-Uni (UK Singles Chart)          | 1                  |
| Royaume-Uni (UK R&B Chart)              | 1                  |
| Suède (Sverigetopplistan)               | 2                  |
| Suisse (Schweizer Hitparade)            | 1                  |

| Classement (2008)    | Position |
| -------------------- | -------- |
| Australie            | 15       |
| Autriche             | 11       |
| Belgique (Flandre)   | 3        |
| Belgique (Wallonie)  | 13       |
| Canada (Hot 100)     | 4        |
| Pays-Bas (Top 40)    | 11       |
| Europe (Hot 100)     | 5        |
| France               | 14       |
| Hongrie              | 13       |
| Irlande              | 11       |
| Nouvelle-Zélande     | 31       |
| Espagne              | 18       |
| Suède                | 3        |
| Suisse               | 6        |
| Royaume-Uni          | 9        |
| États-Unis (Hot 100) | 23       |
| Classement (2009)    | Position |
| Hongrie              | 138      |

| Classement (2000-2009) | Position |
| ---------------------- | -------- |
| Australie              | 77       |

### Certifications
| Pays              | Certifications |
| ----------------- | -------------- |
| Allemagne         | Platine        |
| Australie         | Platine        |
| Belgique          | Or             |
| Mexique           | Platine        |
| Nouvelle-Zélande  | Or             |
| Espagne           | 2 × Platine    |
| États-Unis (RIAA) | 2 × Platine    |

## Historique de sortie
| Pays        | Date          | Format                 |
| ----------- | ------------- | ---------------------- |
| Australie   | 17 mars 2008  | Téléchargement digital |
| Australie   | 18 avril 2008 | Remix digital          |
| Australie   | 19 avril 2008 | CD single              |
| Royaume-Uni | 17 mars 2008  | Téléchargement digital |
| Royaume-Uni | 21 avril 2008 | CD single              |
| Royaume-Uni | 2 juin 2008   | 12"                    |
| États-Unis  | 25 mars 2008  | Téléchargement digital |
| États-Unis  | 15 avril 2008 | Remix digital          |
| États-Unis  | 29 avril 2008 | CD single              |
| Allemagne   | 11 avril 2008 | CD single              |
| France      | 14 avril 2008 | CD single              |

## Utilisations dans les médias
En novembre 2023, la chanson est utilisée lors d'une campagne publicitaire de Noël pour la chaîne de grands magasins « Marshalls »,.